# Prusnik
Prusnik je priimek več znanih Slovencev:
- Darko Prusnik (*1956), hokejist
- Eva Prusnik (*1995), zabavnoglasbena pevka
- Nika Prusnik Kardum (*1995), zabavnoglasbena pevka, pesnica?